# Ürömi Kongó-barlang
Az Ürömi Kongó-barlang megsemmisült barlang, amely a Duna–Ipoly Nemzeti Park területén elhelyezkedő Üröm egyik barlangja volt.

## Leírás
Az Ürömöt Csillagheggyel összekötő út mellett, Üröm szélén, a Péterhegyi út 1. sz. felett lévő, már nem művelt, kis kőfejtő oldalában nyílt. Eocén, nummuliteszes mészkőben lévő tektonikus hasadék mentén keletkezett. Borsókövek és kalcitlemezek voltak megfigyelhetők benne.
1992-ben volt először Ürömi Kongó-barlangnak nevezve a barlang az irodalmában (Kárpát 1992).

## Kutatástörténet
1992 májusában fedezte fel és tárta fel az Acheron Barlangkutató Szakosztály. A megtalálásakor néhány helyen gyengén oldott, hét–nyolc méter hosszú, egy–másfél méter járatmagasságú és egy méter széles volt. Ebben az évben készítették el a tagok a két hosszmetszeti barlangtérképét két keresztmetszettel. A szakosztály 1992-es jelentése szerint a kőfejtőben már ismert volt a kis üreg, amelynek a bontásával tárult fel a 13 méter mély aknabarlang. Később a bejárat közvetlen közelében lévő aknának a lejárati része eltömődött kőzettörmelékkel és egyéb hulladékkal. Ez akadályozta a barlang mélyebben elhelyezkedő részébe a bejutást. Csak a bejárattól jobbra található kúszószakasz volt járható a barlangból, de ez is nagyon szemetes volt. Az 1992. évi Karszt és Barlangban szó van arról, hogy az Acheron Barlangkutató Szakosztály 1992-ben az Üröm környékén (Pilis hegység) lévő Amfiteátrum kőfejtő barlangjaiban és a Péter-hegyen folytatott kutatásokat, ahol egy 13 m mély aknabarlangot (Ürömi Kongó-barlang) tárt fel.